# 苏州日租界
苏州日租界是近代中国5个在华日租界之一（另外4个是天津日租界、汉口日租界、 重庆日租界和杭州日租界），是苏州惟一的租界。

## 历史

### 设立
1897年开辟，约484亩。位于城南盘门外京杭大运河边的青旸地。

### 收回
1943年交还汪精卫政府。

## 管理

### 领事馆
苏州日本领事馆自1902年由城内迁入日租界。

## 市政

### 道路
日本人在界内修筑了纵横交错的几条马路。

## 经济

### 贸易
雖說租界是直接管轄地，但各国洋行，甚至日本商业，几乎无一设在本租界内，而是设在阊门一带。1907年沪宁铁路从苏州城北经过，使得地點不好的苏州日租界的前景更加暗淡。

### 工业
1926年建成瑞丰丝厂。